# Kostel Neposkvrněného početí Panny Marie (Brno-Soběšice)
Kostel Neposkvrněného početí Panny Marie je chrám postavený při klášteře klarisek v brněnské čtvrti Soběšice. Byl vybudován společně s první etapou výstavby konventu v letech 1996–1997, vysvěcen byl brněnským biskupem Vojtěchem Cikrlem společně s klášterem 1. listopadu 1997. Kostel slouží jak řádovým sestrám, tak i veřejnosti. Je filiálním kostelem ve farnosti Brno-Lesná.
Kostel, který předstupuje před klášterní areál, tvoří dvě na sebe kolmé lodě (jedna pro klarisky, druhá pro veřejnost), v jejichž průsečíku se nachází kněžiště. Lodě jsou kryty nízkými stanovými střechami, v interiéru s otevřeným krovem. Interiér je prostý.